# Lista de antigas freguesias de Portugal
A divisão histórica das freguesias portuguesas tem origem, em grande parte, nas paróquias católicas, das quais grande parte das freguesias são sucedâneas. A maioria das freguesias que aqui são apresentadas foram extintas após as reformas administrativas do século XIX ou nos primeiros anos subsequentes à proclamação da república, em 1910 e no âmbito de uma reforma administrativa nacional em 2013.